# Pholisma
Pholisma es un género de plantas con flores perteneciente a la familia Boraginaceae. Comprende 5 especies descritas y de estas solo 3 aceptadas.
Lo más notable del género es Pholisma sonorae , originari del suroeste de Estados Unidos y México. La especie no produce clorofila y vive como un parásito en las raíces de un número de especies del desierto.

## Taxonomía
El género fue descrito por Nutt. ex Hook. y publicado en Icones Plantarum 7: pl. 626. 1844. La especie tipo es: Pholisma arenarium Nutt. ex Hook.

## Especies aceptadas
A continuación se brinda un listado de las especies del género Pholisma aceptadas hasta septiembre de 2013, ordenadas alfabéticamente. Para cada una se indica el nombre binomial seguido del autor, abreviado según las convenciones y usos.
- Pholisma arenarium Nutt. ex Hook.
- Pholisma culiacanum (Dressler & Kuijt) Yatsk.
- Pholisma sonorae (Torr. ex A. Gray) Yatsk.